# Francesco Albani

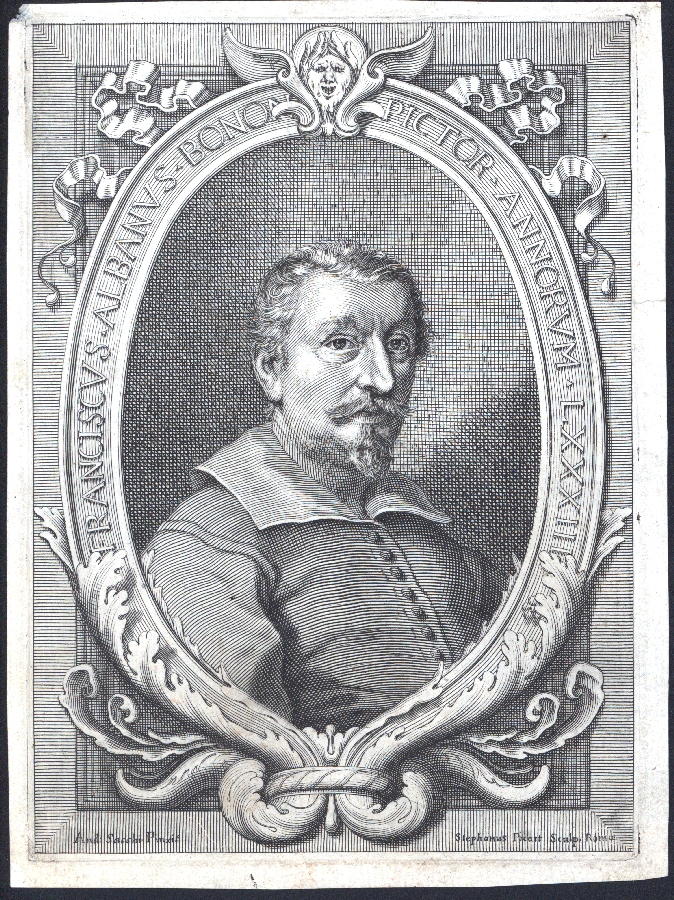
Francesco Albani, Kupferstich von Étienne Picart (1632–1721) nach einem Ölgemälde von Andrea Sacchi

Francesco Albani oder Albano (auch: Albanio, Albanni, Albana, Alban, Alvano, Albina; franz. L’Albane; span. Estalban; * 17. März 1578 in Bologna; † 4. Oktober 1660 ebenda) war ein italienischer Maler und Freskant der Bologneser Schule, der besonders in Rom und Bologna wirkte.

## Leben

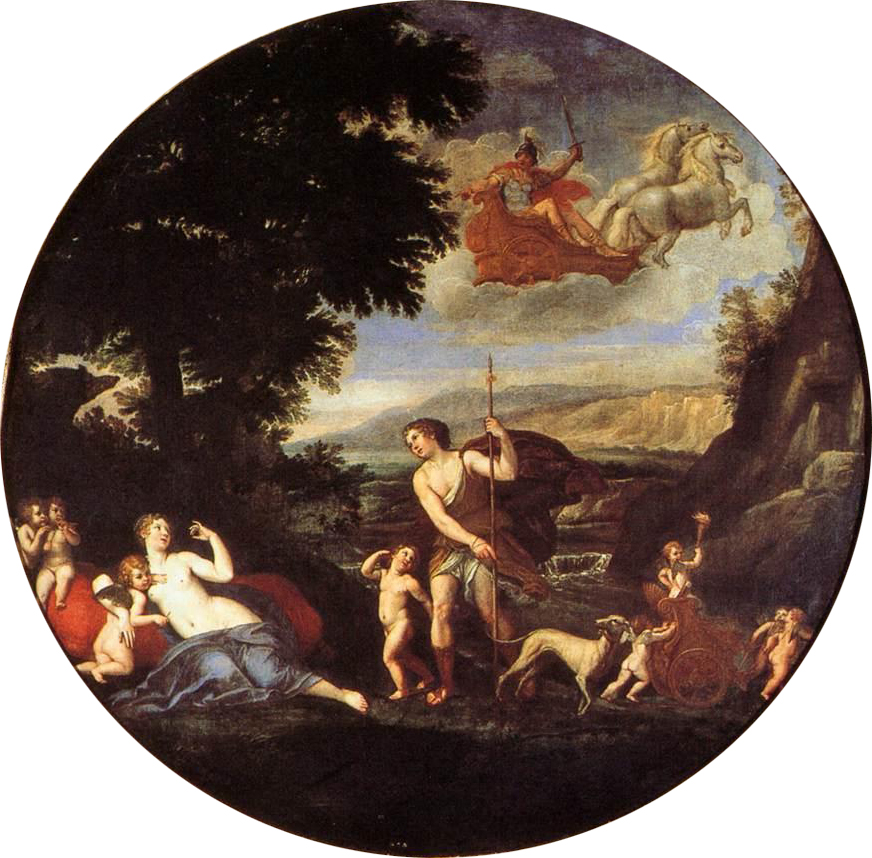
Herbst oder Venus und Adonis (aus dem vierteiligen Venus-Zyklus für Scipione Borghese), ca. 1625–27, Öl auf Leinwand, Breite: ca. 154 cm, Galleria Borghese, Rom

Laut Malvasia wurde Francesco Albani als Sohn des reichen Seidenhändlers Agostino Albani und von dessen Frau Elisabetta Torri am 17. März 1578 geboren. In einigen Quellen wird als Geburtstag der 17. August angegeben, was wahrscheinlich auf einem Lesefehler beruht, bei dem die Zahlen 3 und 8 verwechselt wurden (also „17. 8.“ anstelle von „17. 3.“); dies ist insbesondere in dem einflussreichen Lexikon von Thieme-Becker leicht möglich, da die Zahl 3 dort sehr verschwommen gedruckt ist. Francesco hatte einen älteren Bruder Domenico (* 5. Mai 1575), der Jurist war.
Albani begann seine Ausbildung bei Denys Calvaert und wechselte später in die Akademie der Carracci, wo vor allem Lodovico Carracci sein Lehrer war. Guido Reni war einer seiner Mitschüler und ein Jugendfreund, mit dem er aber später häufig rivalisierte.
Als Mitarbeiter Lodovicos arbeitete er 1596 bis 1598 an der Freskendekoration des Oratorio di San Colombano mit, und danach im Bologneser Palazzo Fava.
Zu Albanis frühesten eigenen Werken gehört die mit 1599 datierte Madonna mit den Hl. Katharina und Magdalena für die Kirche Santi Fabiano e Sebastiano (Bologna). Gemeinsam mit Reni nahm er am 5. Dezember desselben Jahres an einer Zusammenkunft des sogenannten Consiglio dei Trenta dell’Arte dei Pittori („Rat der Dreißig in der Kunst der Malerei“) teil.

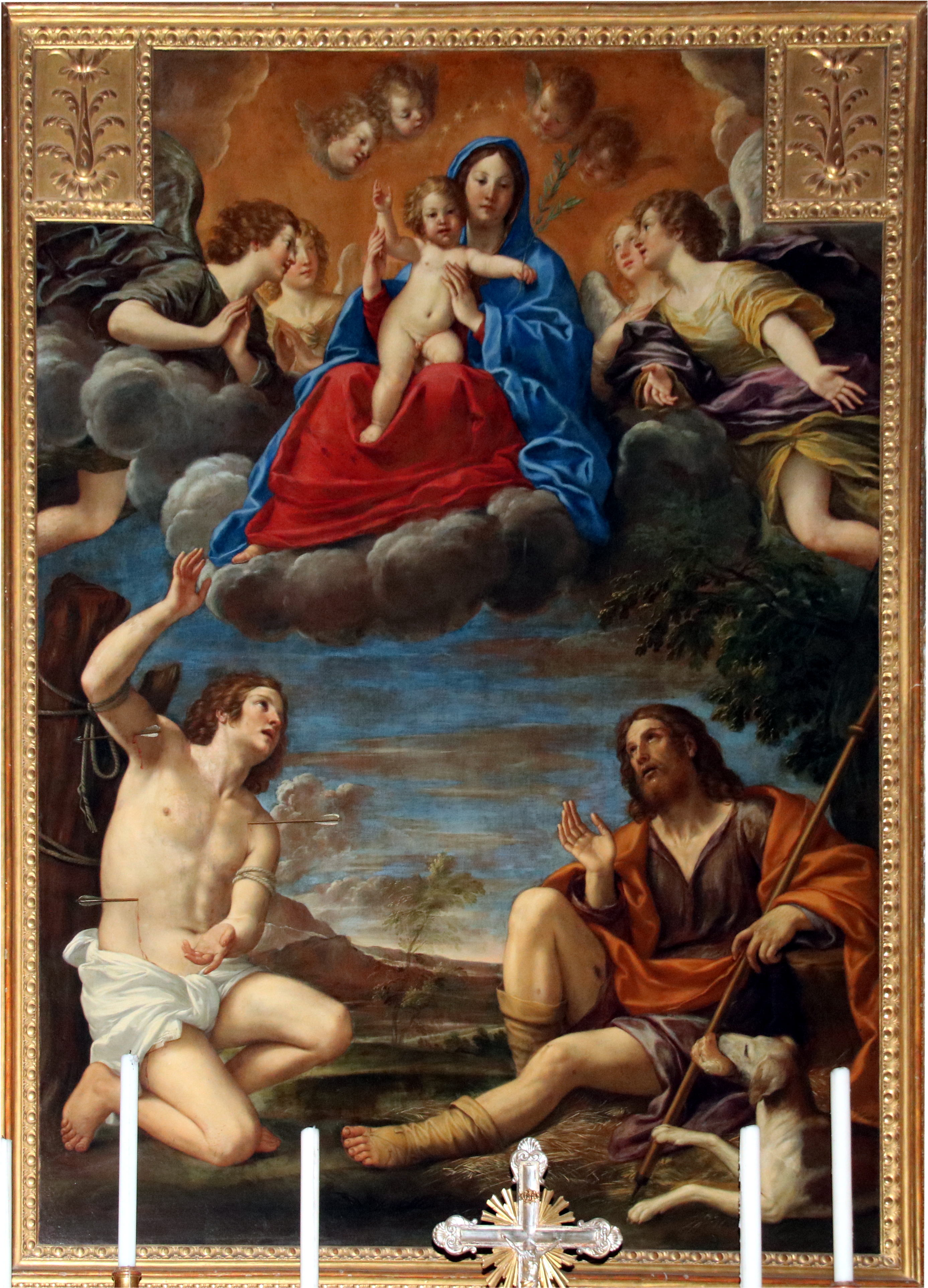
Madonna mit Kind und den hl. Sebastian und Rochus, 1635, Collegiata di San Giovanni Battista (San Giovanni in Persiceto), Bologna

1601 ging er zusammen mit Reni nach Rom, wo er in der Werkstatt von Annibale Carracci arbeitete und Studien nach Raffael betrieb. Mit diesem malte Albani mindestens eine der berühmten Aldobrandini-Lünetten – nämlich die Himmelfahrt Mariä –, die ursprünglich für die gleichnamige Kapelle in San Carlo al Corso entstanden und heute in der Galleria Doria Pamphilj aufbewahrt werden.

Zwischen 1604 und 1607 wirkte er bereits weitgehend selbständig, aber offiziell unter Leitung des erkrankten Annibale Carracci, an den Fresken über das Leben des hl. Diego in der Cappella Herrera der Kirche San Giacomo degli Spagnoli; diese wurden später abgenommen und befinden sich heute im Prado und im Museum in Barcelona. Albani wurden nach und nach immer wichtigere Aufgaben anvertraut, und in den folgenden Jahren schuf er mit der Carracci-Werkstatt auch Fresken im Palazzo Mattei und im Palazzo Verospi al Corso (später: Palazzo Torlonia), sowie im Palazzo Giustiniani in Bassano di Sutri. Seine letzte Zusammenarbeit mit Annibale Carracci und Guido Reni war die Dekoration der Kapelle des Quirinalspalastes.
Ein ganz selbständiges Werk Albanis sind dann schließlich die 1612 bis 1614 entstandenen Fresken in der Apsis von Santa Maria della Pace, mit einer Himmelfahrt Mariä an der Decke und über dem Hauptaltar eine Allegorie von Gerechtigkeit und Frieden.
Zu Albanis Kunden gehörten Mitglieder der einflussreichsten römischen Adelsfamilien, darunter die Borghese, die Colonna, die Corsini und die Giustiniani. Ein Zeichen seines Ansehens als Maler ist auch seine Berufung in die Accademia di San Luca.
Vorübergehend wirkte Albani 1621–22 in Mantua, war dann aber etwa von 1623 bis 1625 wieder in Rom, wo er von Scipione Borghese den Auftrag für die vier großen Tondi mit Geschichten der Venus (oder Jahreszeiten; Galleria Borghese, Rom; siehe Abb. oben) erhielt, die wegen eines Zitates von Berninis berühmter Skulptur Apollo und Daphne nach 1625 entstanden sein müssen und zu Albanis Meisterwerken gehören. Zum Erhaltungszustand dieser Bilder äußerten sich Thieme-Becker 1907 allerdings kritisch und meinten, dass sie „durch eine Restaurierung viel von ihrer einstigen Lieblichkeit eingebüßt“ hätten. Zu Albanis Lebzeiten wurden sie so berühmt, dass er noch mehrere ähnliche – aber nicht identische – Zyklen malte, so für Kardinal Moritz von Savoyen eine Folge der Vier Elemente (1635; später in der Galleria Sabauda, Turin), und zwei weitere Zyklen für den Herzog von Mantua und für einen französischen Grafen Caronge.

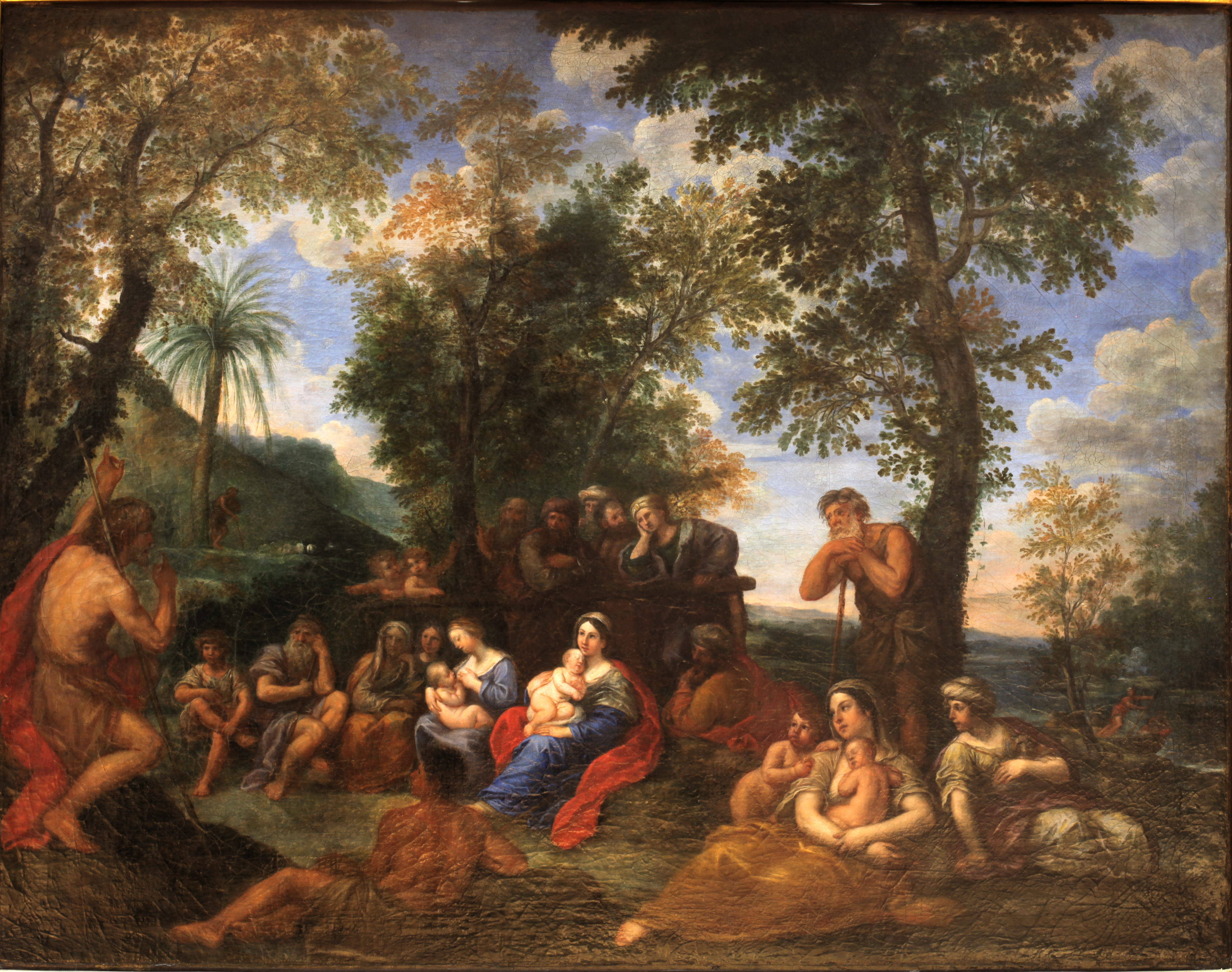
Predigt Johannes d. Täufers, 1630–35, Öl auf Leinwand(?), Musée des Beaux-Arts, Lyon

Danach lebte Albani in Bologna, wo er eine große Werkstatt führte. Zu seinen besten Bologneser Arbeiten gehören die Fresken der Cappella Cagnoli in Santa Maria di Galliera (1631) oder die 1632 vollendete Verkündigung „mit dem schönen Engel“ (dal bell'angelo) in der Kirche San Bartolomeo.
1633 berief ihn Giovan Carlo de’ Medici nach Florenz, wo Albani einige Gemälde fertigstellte, die ursprünglich der Herzog von Mantua bei ihm bestellt hatte.
In den letzten dreißig Jahren seines Lebens fertigte er mit seiner Werkstatt weiterhin kleine mythologische und Andachts-Bilder, für die er berühmt ist, die bedauerlicherweise aber nicht immer von bester Qualität sind. Grund dafür ist eine teilweise allzu nachlässige und massive Beteiligung von Mitarbeitern und Schülern in einer Art Serienproduktion, zu der sich Albani offenbar gezwungen sah, nachdem sein Bruder Domenico sein Vermögen durchgebracht und Schulden gemacht hatte, für die der Maler aufkommen musste. Es finden sich jedoch auch in seiner späten Produktion noch einige Perlen, darunter zwei gleichformatige Bilder, die offenbar als Gegenstücke gedacht waren, mit der Toilette der Venus und dem Urteil des Paris aus der Sammlung der Könige von Spanien, die sich heute im Prado befinden.
Francesco Albani hatte zahlreiche Schüler (und Mitarbeiter), darunter Andrea Sacchi, der ein Porträt von Albani malte, das sich heute im Prado in Madrid befindet; weitere Schüler Albanis waren Giovanni Battista und Pier Francesco Mola, Giovanni Maria Galli da Bibiena, Carlo Cignani, Emilio Taruffi, Pietro Antonio Torri, Stefano und Giovanni Battista Speranza, Girolamo Bonini, Antonio Cattalini, Bartolomeo Morelli gen. „Pianoro“, Francesco Ghelli, Filippo Veralli, Filippo Menzani und Antonio dal Vole.
Albani war zweimal verheiratet, zuerst mit der früh verstorbenen Anna Rusconi aus Rom, und später mit Doralice Fioravanti, mit der er zehn hübsche Kinder hatte, die ihm als Modelle für seine Amorinen- und Engelsgestalten gedient haben sollen.
Francesco Albani starb mit 82 Jahren in Bologna.

## Würdigung

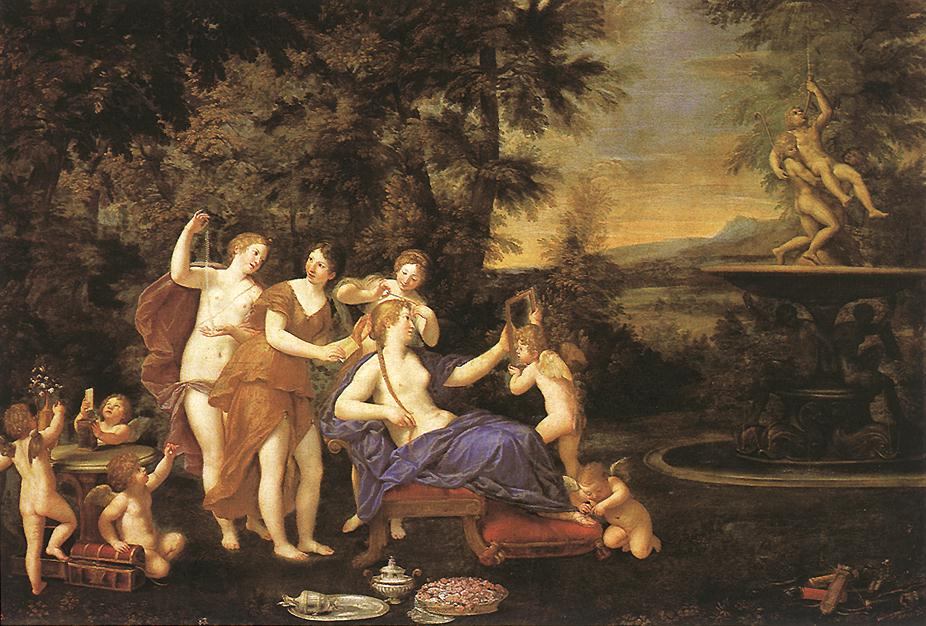
Toilette der Venus, ca. 1635–40, Öl auf Leinwand, 114 × 171 cm, Prado, Madrid

Francesco Albani gehörte zu den wichtigsten Nachfolgern der Carracci und ist allgemein vor allem für seine mythologischen oder christlich-religiösen Szenen bekannt, die er in idyllischen Landschaften „voll Heiterkeit und Anmut“ (Meyer, 1895) ansiedelte. Typisch für ihn ist dabei meistens eine ungefähr gleiche Gewichtung von Landschaft und Figuren, die miteinander in einer poetischen Einheit verschmelzen; die Figuren werden also von ihm keineswegs, wie in manchen Werken seines Kollegen Domenichino – und wie von einigen Autoren behauptet – nur als bloße „Staffage“ benutzt. Viel eher kann man in Albani mit seiner poetischen Einheit von Figuren und Natur einen Vorläufer von Watteau sehen, mit dem Unterschied, dass Albani eine von (meist) göttlichen Wesen und Naturgeistern in Menschengestalt bevölkerte heilige Natur abbildet, während Watteaus Kunst menschlicher und profaner ist. Eine der (meist indirekten) Inspirationsquellen Albanis war sicherlich auch die zeitgenössische Schäferpoesie, namentlich von Torquato Tasso und Guarino Guarini.
Sein Stil geht abgesehen von den Carracci auf Raffael und ganz besonders auf venezianische Vorbilder, wie Tizian zurück, von dem er in römischen Sammlungen Werke wie ein berühmtes Bacchanal kennenlernen konnte.  Auch Correggio dürfte zu seinen Vorbildern gezählt haben, insbesondere in seinen Kinder- und Engelsfiguren und allgemein in einer Tendenz zum Lieblichen. Albani war in seiner besten Zeit, insbesondere in Rom, ein ziemlich progressiver Maler, der mit seiner weichen Eleganz und eigentümlich poetischen Interpretation der Antike einer der Wegbereiter des Hochbarock und ein Vorgänger des Pietro da Cortona war. Albani hatte auch einen starken Einfluss auf Nicolas Poussin und Claude Lorrain und die französische Malerei allgemein (u. a. Watteau), sowie auf die Entwicklung der Landschaftsmalerei.
Außer in Frankreich, wo Albani in Hinblick auf seinen Einfluss auf die dortige Kunst immer besonders geschätzt wurde, verlor man im 20. Jahrhundert zwischenzeitlich das Interesse und Verständnis für seine Kunst, ähnlich wie für andere Maler der Bologneser Schule. Teilweise dürften dafür auch die relativ zahlreichen mittelmäßigen oder schlechten Kopien und Werkstattarbeiten verantwortlich gewesen sein. Mittlerweile hat eine gewisse Rehabilitierung eingesetzt, es erschienen mehrere Monografien über den Maler, und der Louvre organisierte von Herbst 2000 bis Anfang 2001 eine Albani-Ausstellung.

## Bildergalerie

Mythologie
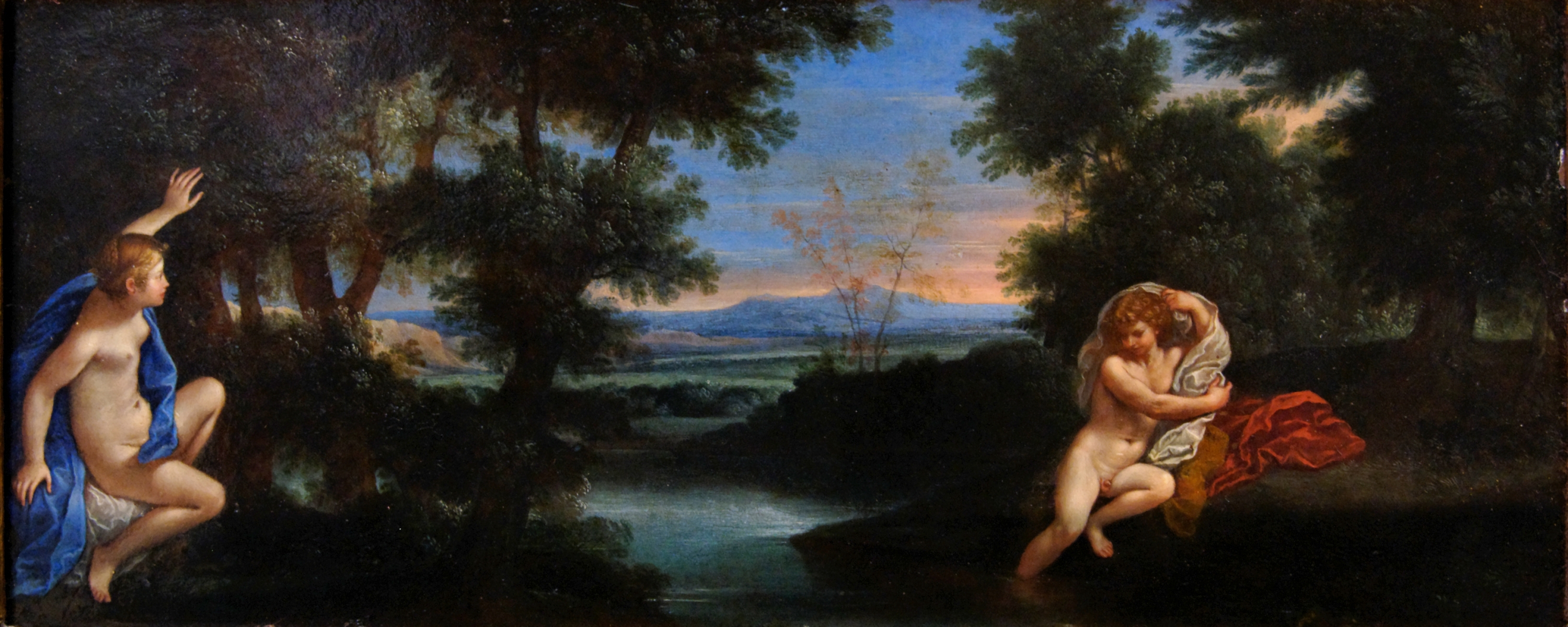
Die Nymphe Salmakis und Hermaphroditos, 1615–20, Öl auf Kupfer, 14 × 31 cm, Louvre, Paris
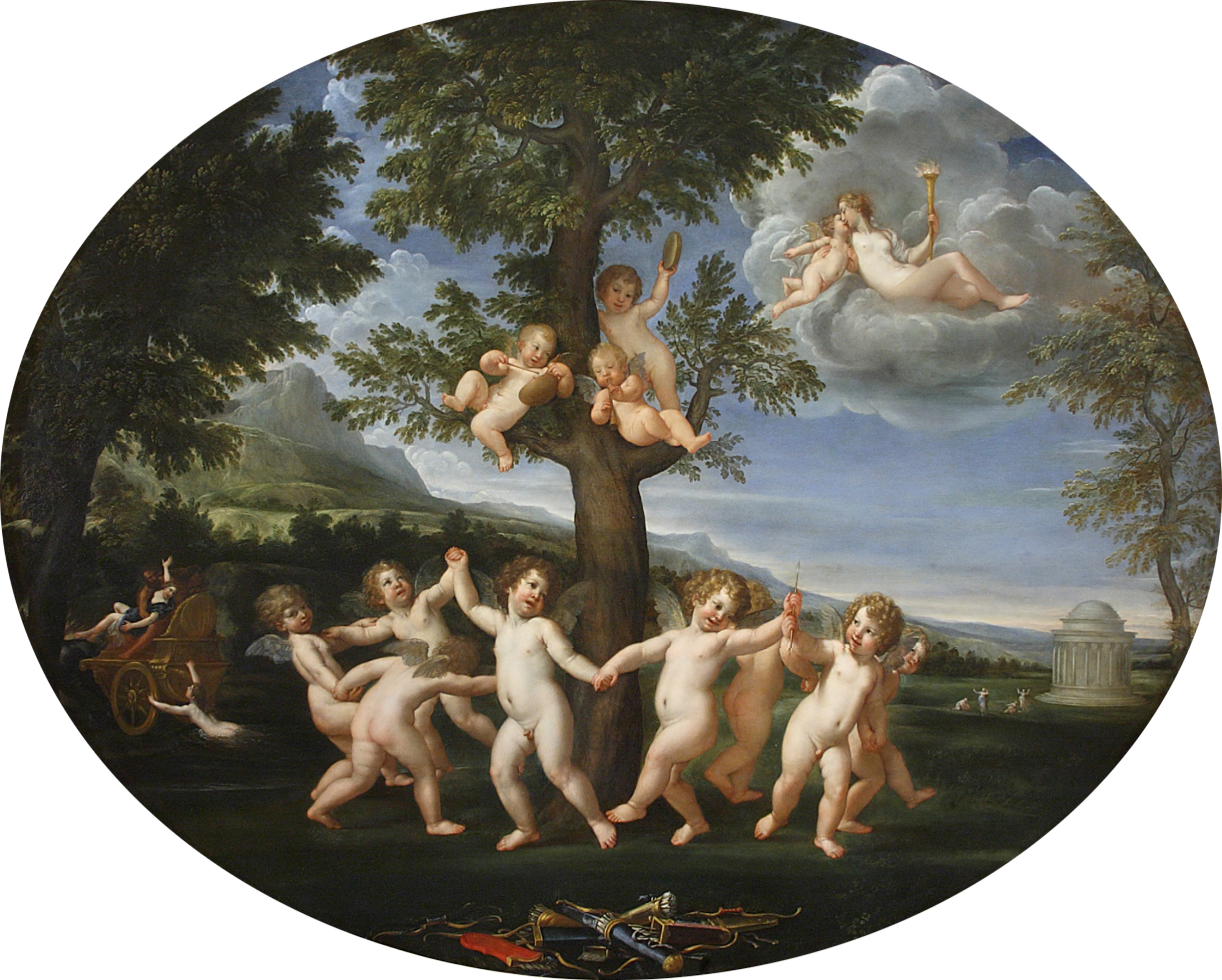
Tanz der Amoretten, 1620–30, Öl auf Leinwand, 90 × 114 cm, Pinacoteca di Brera, Mailand
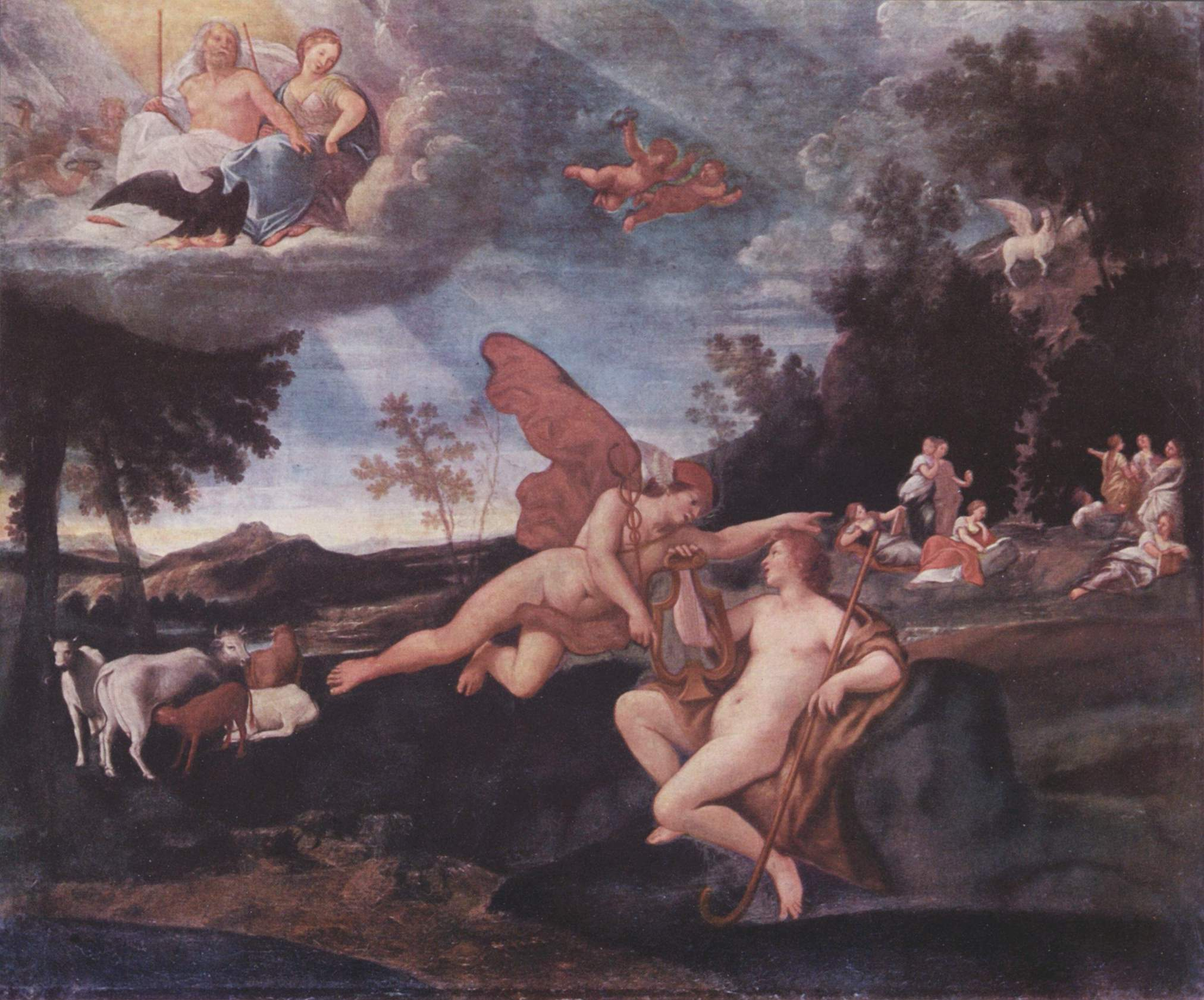
Merkur und Apoll, 1623–25, Öl auf Leinwand (?), 78 × 92 cm, Galleria nazionale d’arte antica, Rom
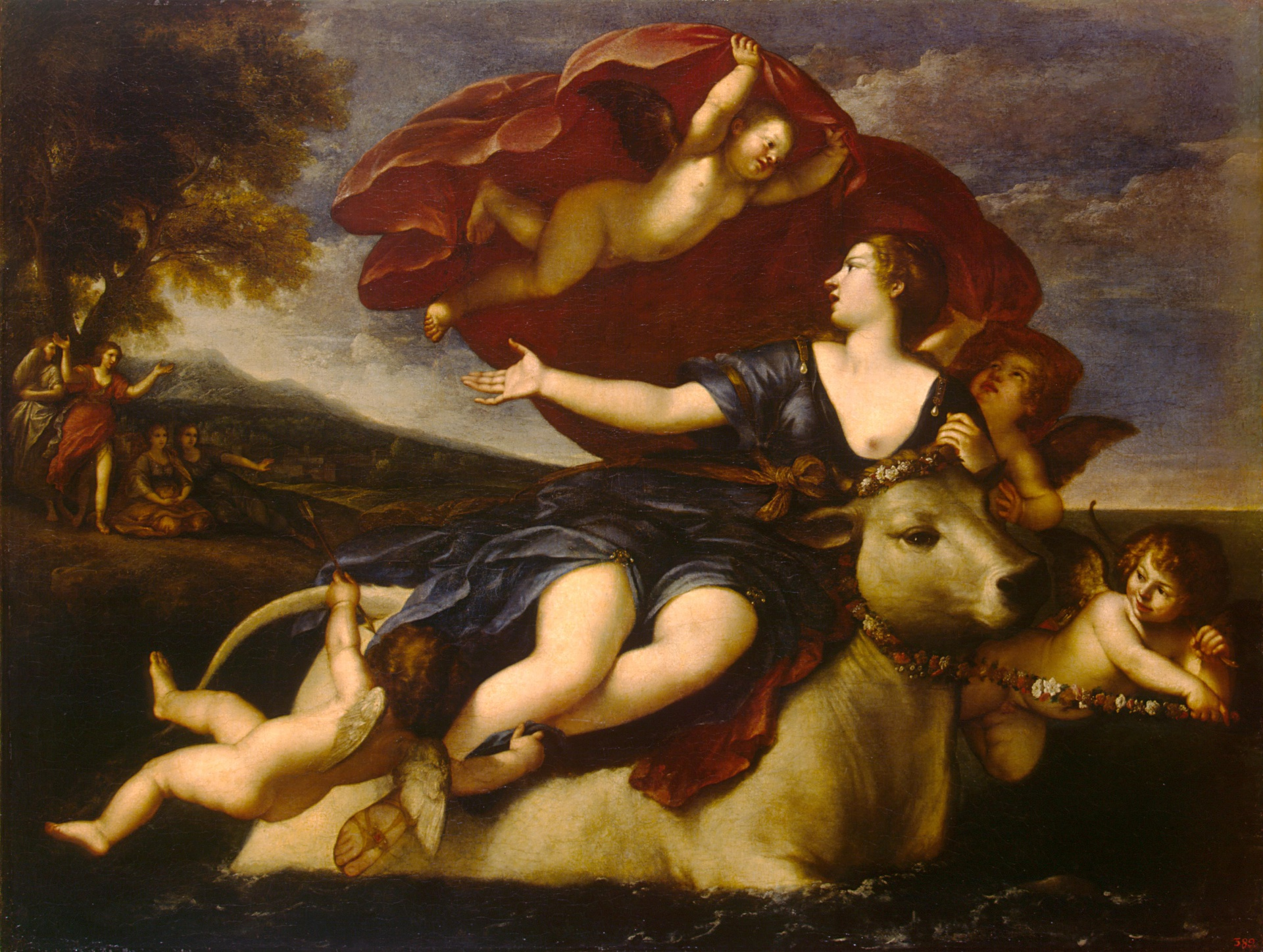
Raub der Europa, 1640–45, Öl auf Leinwand, 170 × 224 cm, Eremitage, St. Petersburg
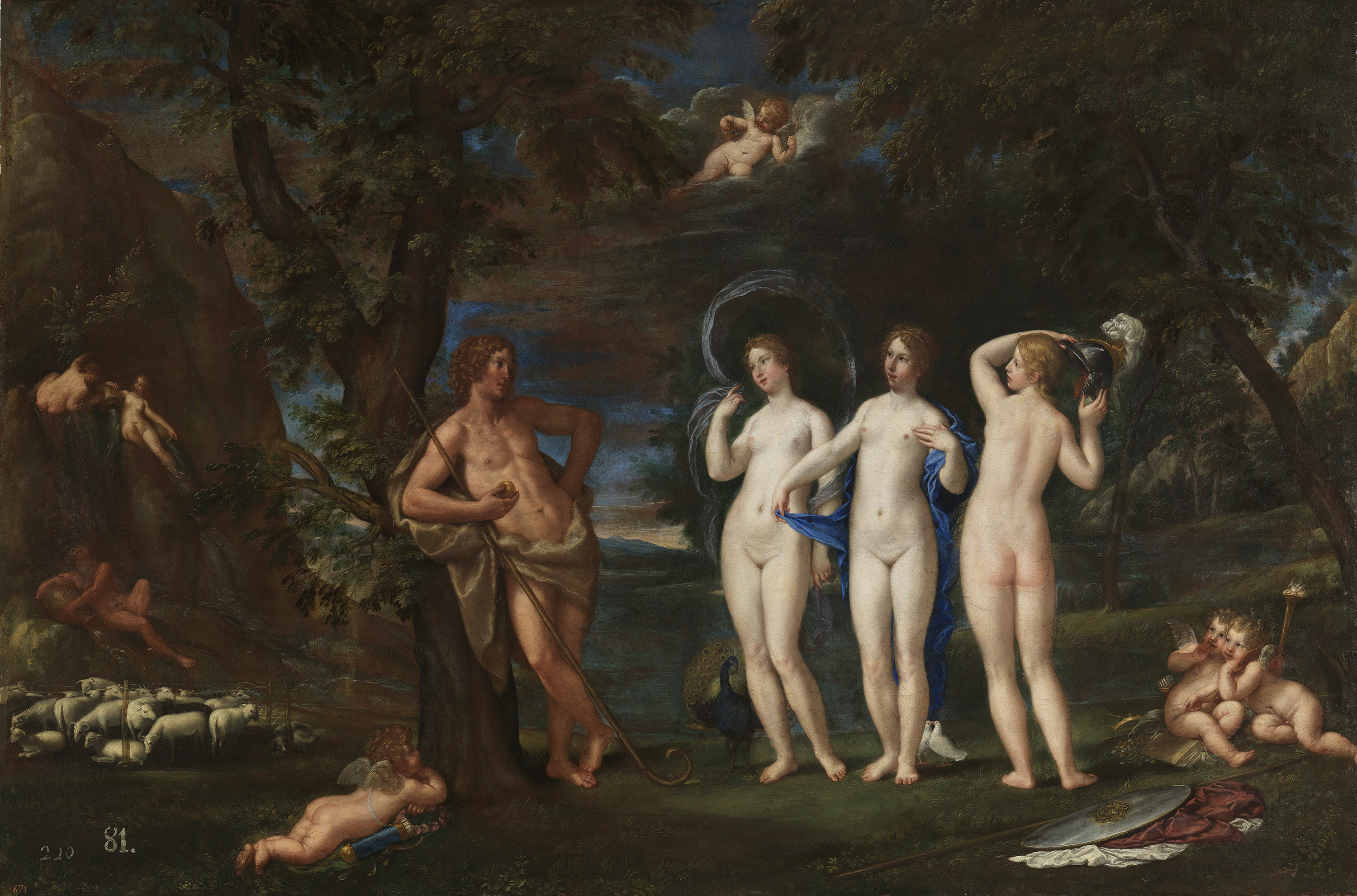
Das Urteil des Paris, 1650–60, Öl auf Leinwand, 113 × 171 cm, Prado, Madrid

Andachts- und Altarbilder
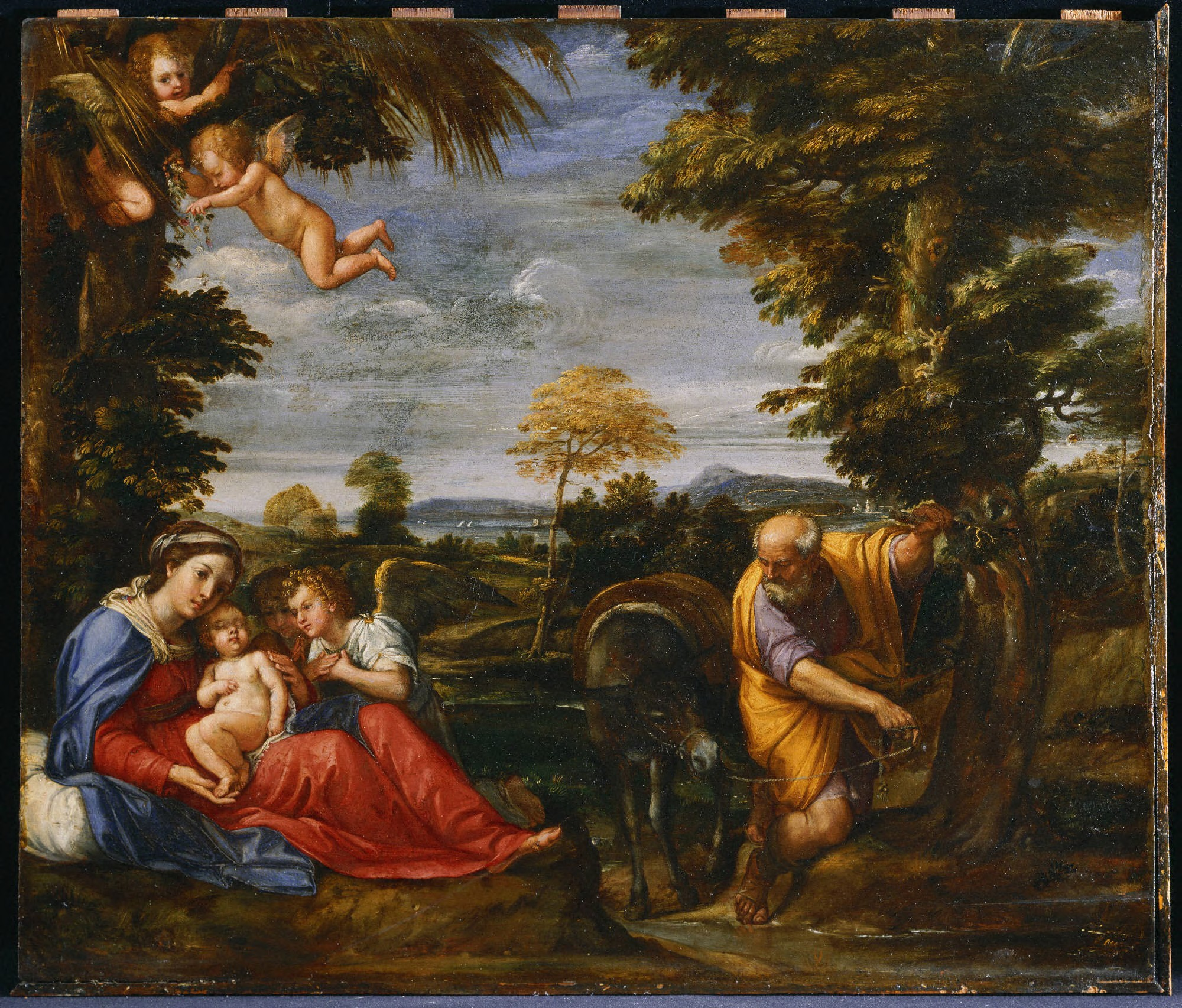
Ruhe auf der Flucht nach Ägypten, ca. 1604 (?), Öl auf Holz, 52 × 62 cm, Princeton University Art Museum
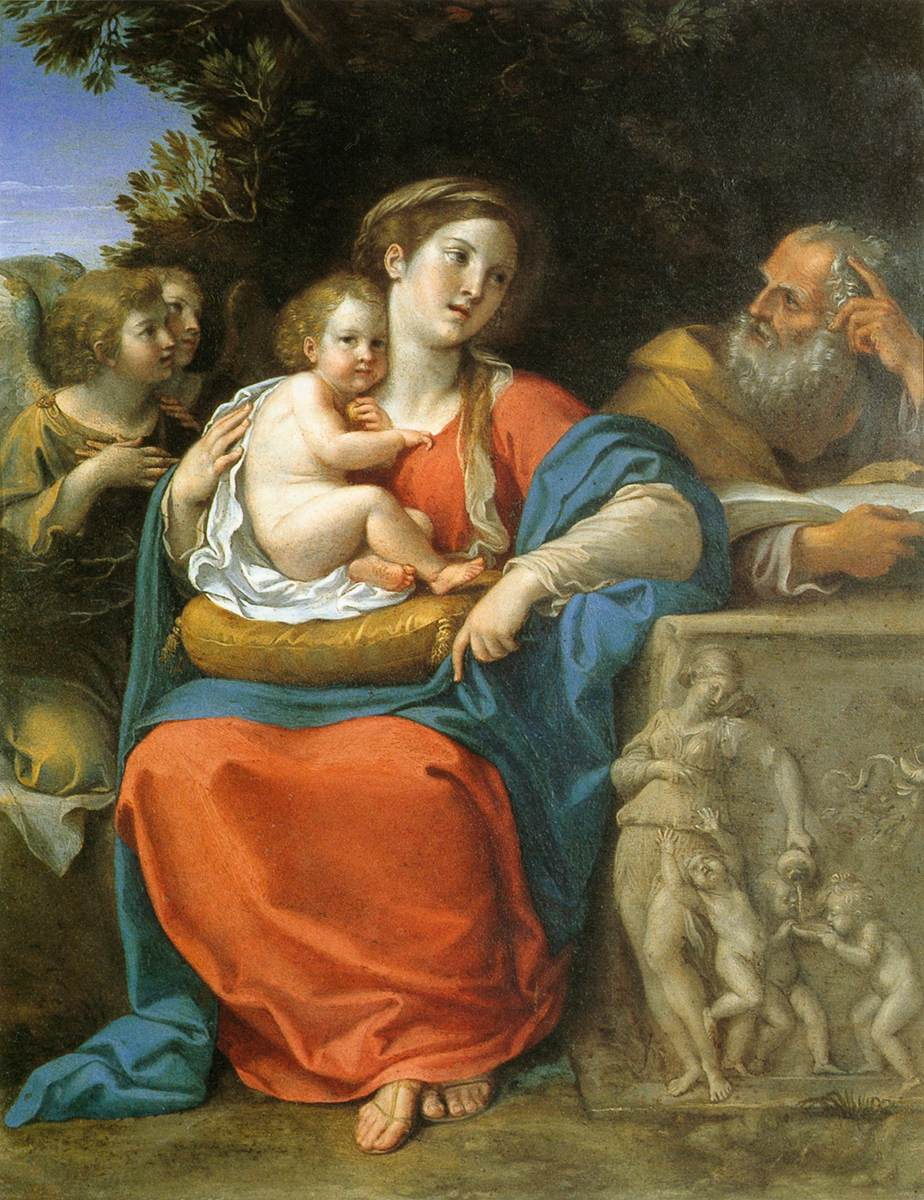
Hl. Familie mit Engeln, ca. 1610, Öl auf Kupfer, 37,5 × 28,5 cm, Privatsammlung
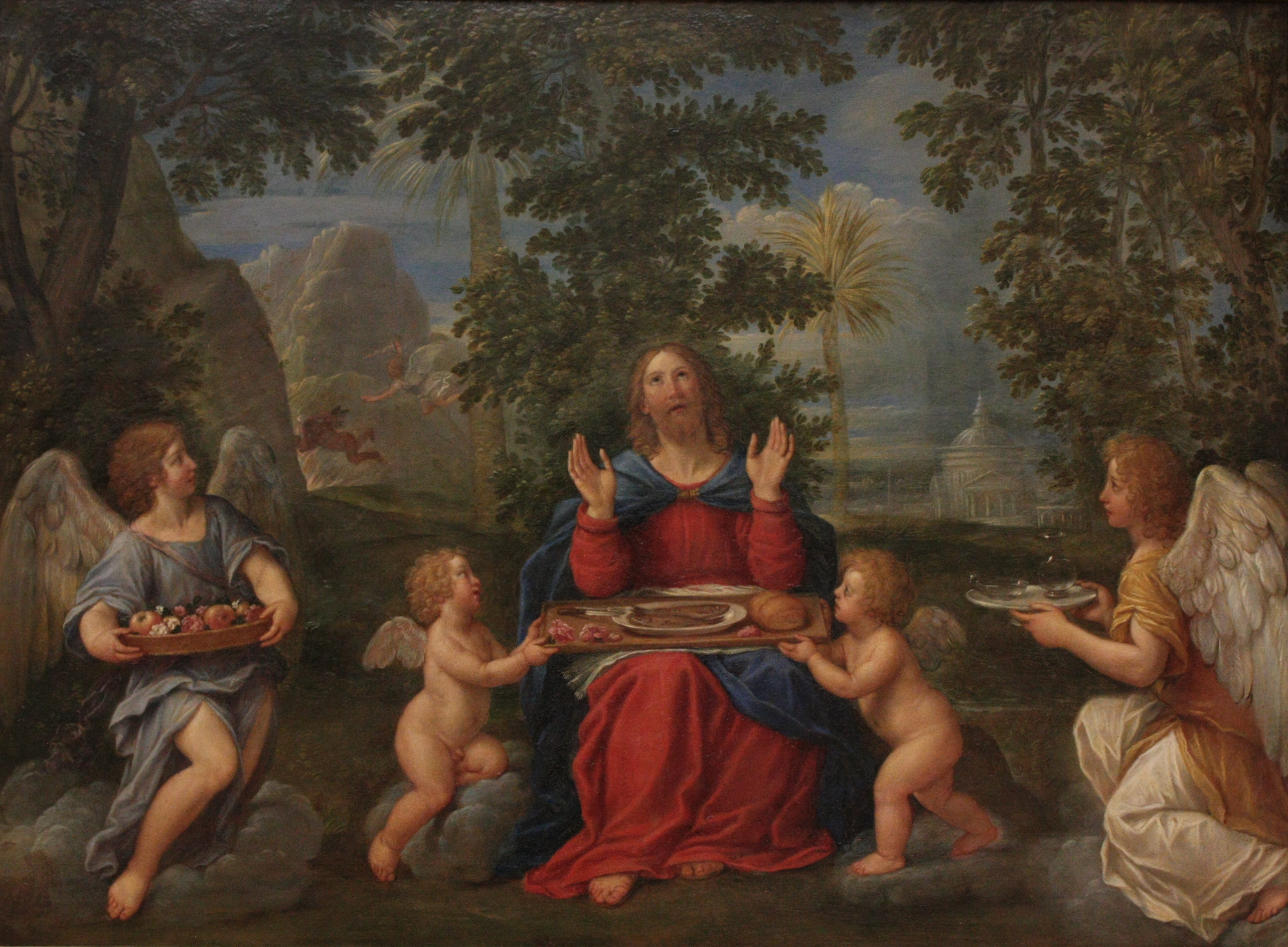
Jesus Christus bedient von Engeln, (Datum ?), Öl auf Kupfer, 40 × 55 cm, Musée de Grenoble
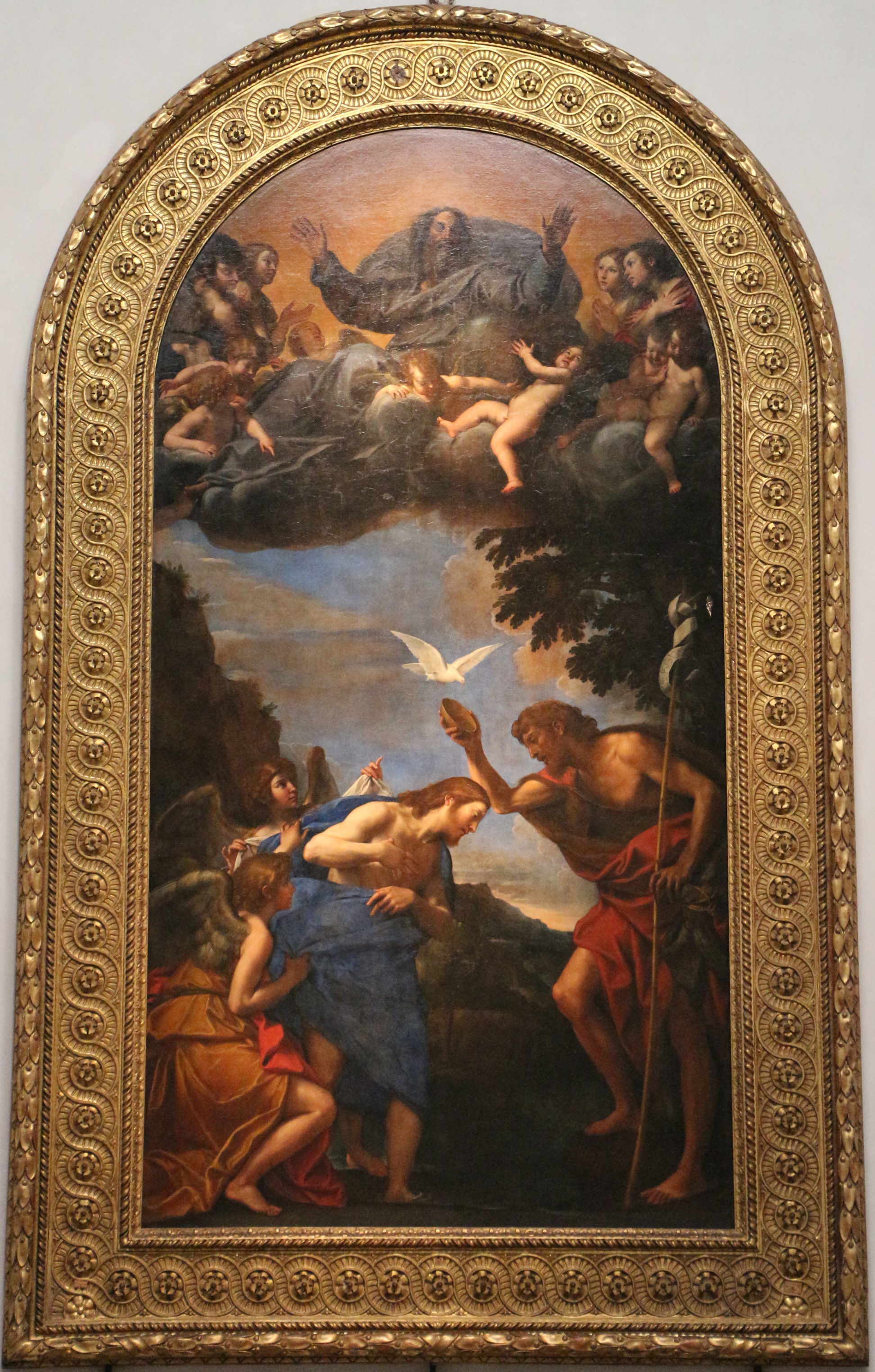
Taufe Christi, 1620–24, Öl auf Leinwand, Pinacoteca Nazionale, Bologna
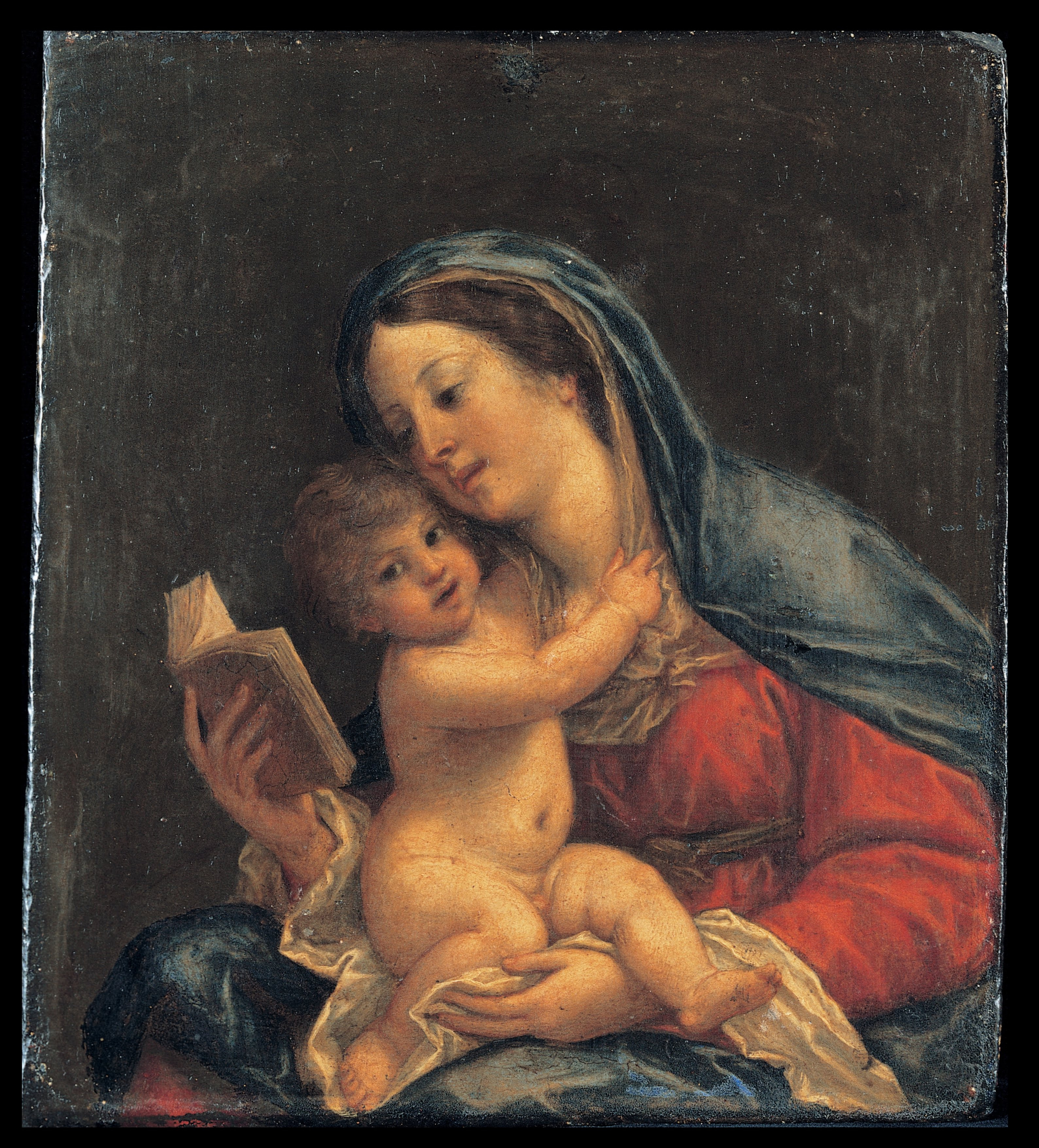
Madonna mit Kind, 1630, Öl auf Schiefer, 24 × 20 cm, Musei Capitolini, Rom
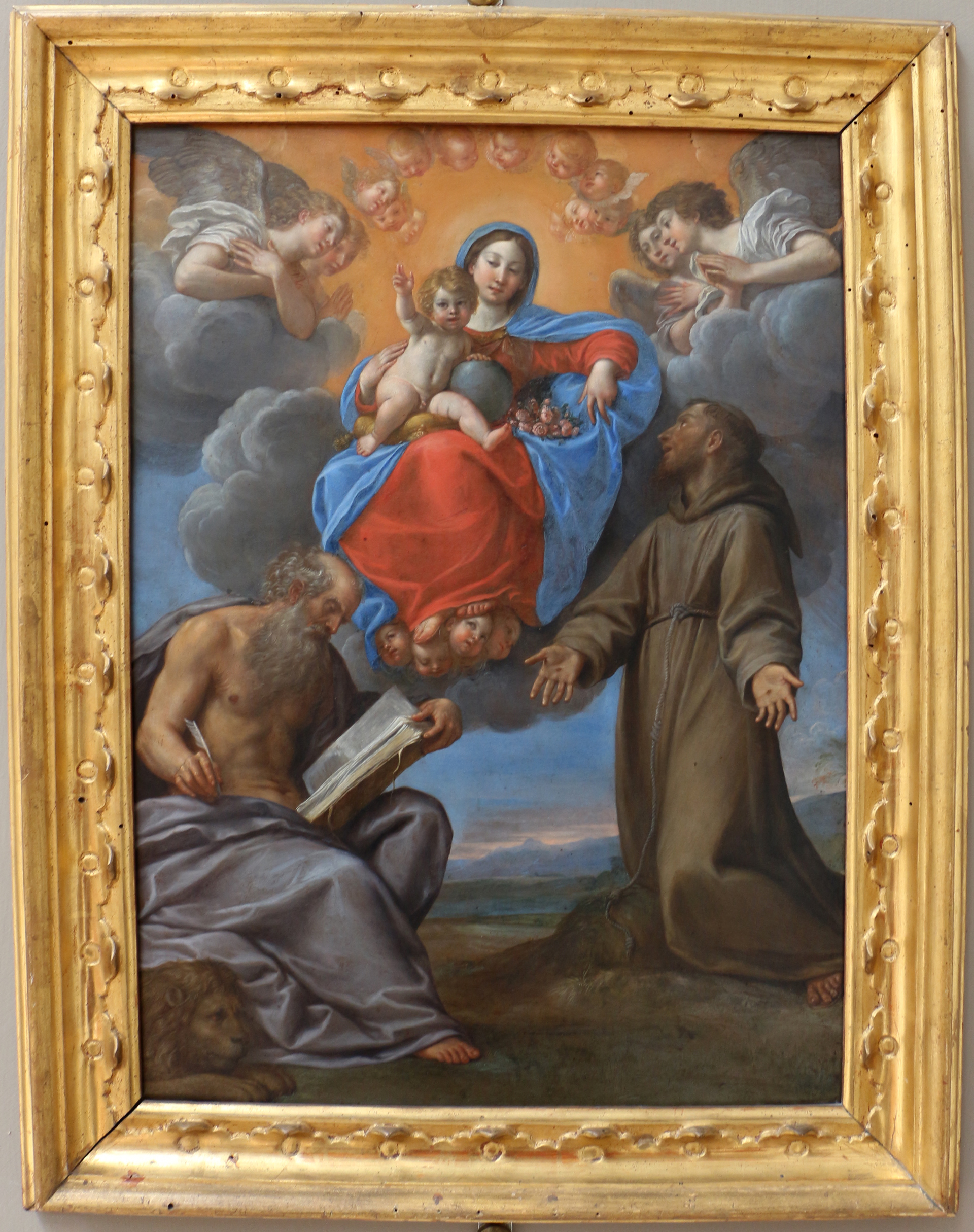
Madonna in Glorie mit den hl. Hieronymus und Franziskus, um 1640, Pinacoteca Nazionale, Bologna (collezione Zambeccari)

## Werke (Auswahl)
- Madonna mit Kind und den Hl. Katharina und Magdalena, 1599, Öl auf Leinwand (urspr. für Santi Fabiano e Sebastiano (Bologna); heute: Bologna, Pinacoteca Nazionale)
- Ruhe auf der Flucht nach Ägypten, ca. 1604 (?), Öl auf Holz, 52 × 62 cm (Princeton University Art Museum)
- Toilette der Venus, 1605–10, Öl auf Leinwand, 89 × 99 cm (Bologna, Pinacoteca Nazionale)
- Hl. Familie mit Engeln, ca. 1610, Öl auf Kupfer, 37,5 × 28,5 cm (Privatsammlung)
- Christus und die Samariterin, um 1610, Öl auf Leinwand, 263 × 179 cm (Wien, Kunsthistorisches Museum, Inv. Nr. GG 2698)
- Die heilige Familie, um 1610, Öl auf Kupfer, 37,5 × 28,5 cm (Privatsammlung)
- Büßende Maria Magdalena, (Datum ?), Öl auf Leinwand, 89 × 68 cm (Rom, Musei Capitolini)
- Apollo und Daphne, um 1615/20, Öl auf Kupfer, 17,5 × 35,5 cm (Paris, Musée du Louvre)
- Hermaphroditus und Salmacis, Öl auf Kupfer, 14 × 31 cm (Paris, Musée du Louvre)
- Diana und Aktäon, 1617, Öl auf Kupfer, 52 × 61 cm (Paris, Musée du Louvre)
- Jesus Christus bedient von Engeln, (Datum ?), Öl auf Kupfer, 40 × 55 cm (Musée de Grenoble, Inv. Nr. MG 2)
- Ruhe auf der Flucht nach Ägypten (oder Hl. Familie mit Engeln), (Datum ?), Öl auf Kupfer, 34 × 43 cm (Musée de Grenoble, Inv. Nr. MG 1)
- Taufe Christi, 1620–24, Öl auf Leinwand (Bologna, Pinacoteca Nazionale)
- Merkur und Apoll, 1623–1625, Öl auf Leinwand (?), 78 × 92 cm (Rom, Galleria Nazionale d’Arte Antica)
- Tanz der Amoretten, um 1620–1630, Öl auf Leinwand, 90 × 114 cm, (Mailand, Pinacoteca di Brera)
- vierteiliger Venus-Zyklus für Scipione Borghese, ca. 1625–27, Öl auf Leinwand, Tondi, Durchmesser: ca. 154 cm (Rom, Galleria Borghese):
  - Toilette der Venus (Frühling)
  - Venus in der Werkstatt des Vulkan (Sommer)
  - Venus und Adonis (Herbst)
  - Der Triumph der Diana (Winter)
- Die Toilette der Venus, zwischen 1621 und 1633, Öl auf Leinwand, 202 × 252 cm (Paris, Musée du Louvre)
- Madonna mit Kind, 1630, Öl auf Schiefer, 24 × 20 cm (Rom, Musei Capitolini)
- Verkündigung „mit dem schönen Engel“ (dal bell'angelo), 1632, Öl auf Leinwand, (Bologna, Kirche San Bartolomeo)
- Die Predigt Johannes des Täufers, um 1630/35 (Lyon, Musée des Beaux-Arts, Inv. Nr. A 127)
- Taufe Christi, um 1630/35 (Lyon, Musée des Beaux-Arts, Inv. Nr. A 170)
- Madonna in Glorie mit den Hl. Johannes d. Täufer, Franziskus und Matthäus, um 1630–40, Öl auf Leinwand (urspr. in San Giovanni in Persiceto (Bologna); heute: Bologna, Pinacoteca Nazionale)
- Madonna mit Kind und den hl. Sebastian und Rochus, 1635, Öl auf Leinwand (Bologna, Collegiata di San Giovanni Battista (San Giovanni in Persiceto))
- Galatea im Muschelwagen, um 1635, Öl auf Leinwand, 188 × 123 cm (Dresden, Gemäldegalerie Alte Meister, Inv. Nr. 340)
- Mariä Verkündigung, 1630er Jahre, Öl auf Kupfer, 62 × 47 cm (St. Petersburg, Eremitage)
- Die Heilige Familie, um 1630/35, Öl auf Leinwand (?), 57 × 43 cm (Florenz, Galleria Palatina (Palazzo Pitti))
- Taufe Christi, um 1630/35, Öl auf Leinwand, 268 × 195 cm (St. Petersburg, Eremitage)
- Diana mit neun Nymphen und dem fliehenden Aktäon, um 1639, Öl auf Holz, 74,5 × 99,5 cm (Dresden, Gemäldegalerie Alte Meister, Inv. Nr. 339) 1746 aus der herzoglichen Galerie in Modena
- Toilette der Venus, ca. 1635–40 (?), Öl auf Leinwand, 114 × 171 cm (Madrid, Prado)
- Madonna in Glorie mit den hl. Hieronymus und Franziskus, um 1640 (Bologna, Pinacoteca Nazionale)
- Amorettentanz, um 1640, Öl auf Kupfer, 74,5 × 99 cm (Dresden, Gemäldegalerie Alte Meister, Inv. Nr. 337)
- Raub der Europa, 1640–45, Öl auf Leinwand, 170 × 224 cm (St. Petersburg, Eremitage)
- Die drei Marien am Grabe Christi, 1640/45, Öl auf Leinwand, 122 × 160 cm (St. Petersburg, Eremitage)
- Maria und Jesus bedient von Engeln auf der Flucht nach Ägypten, 1645/50, Öl auf Kupfer, 75 × 95 cm (Schloss Fontainebleau, Inv. 4, MR 17)
- Die heilige Familie, um 1645/50, Öl auf Kupfer, 67,5 × 51 cm (Dresden, Gemäldegalerie Alte Meister, Inv. Nr. 346)
- Das Urteil des Paris, ca. 1650–60 (?), Öl auf Leinwand, 113 × 171 cm (Madrid, Prado)
- Erschaffung der Eva, um 1650/60, Öl auf Leinwand, Tondo, Durchmesser 68,5 cm (Dresden, Gemäldegalerie Alte Meister, Inv. Nr. 343)